# Оби, Петер
Питер Грегори Оби CON (англ. Peter Gregory Obi; род. 19 июля 1961, Онича, Eastern Region, Колониальная Нигерия) — нигерийский бизнесмен и политик, губернатор штата Анамбра с марта по ноябрь 2006 года, с февраля по май 2007 года и с июня 2007 по март 2014 года.

## Ранняя жизнь и образование
Питер Оби родился 19 июля 1961 года в Ониче штата Анамбра. Среднее образование получил в Колледже Христа Короля в Ониче. Он поступил в Университет Нигерии в 1980 году и в 1984 году получил степень бакалавра философии (с отличием).
С 1986 по 2005 годы занимался бизнесом.

### Президентские выборы 2019 года
12 октября 2018 года Питер Оби был напарником Атику Абубакара, кандидата в президенты от Народно-демократической партии на президентских выборах 2019 года. Будучи кандидатом в вице-президенты, Оби выступал против стандартизированной национальной минимальной заработной плате, утверждая, что в разных штатах должна быть разная минимальная зарплата.

## Кандидат в президенты 2023 г
24 марта 2022 года Питер Оби заявил о своем намерении баллотироваться на пост президента Нигерии от Народно-демократической партии, но позже объявил, что будет баллотироваться от Лейбористской партии. По сообщению Peoples Gazette, 24 мая Питер Оби написал руководству Народно-демократической партии письмо о выходе. Сообщается, что Оби жаловался на массовый подкуп делегатов и подкуп избирателей на президентских праймериз партии, ссылаясь на существование партийной клики, сотрудничающей против него.
В мае 2022 года он стал кандидатом от Лейбористской партии в президенты Нигерии на президентских выборах 2023 года после его выхода из НДП. Президентская кампания Оби, описанная как популистская, получила поддержку многих молодых нигерийцев, прозванных «Оби-диенты».
На президентских выборах занял третье место с 25,40 % голосов.

### Политическая поддержка
Наиболее активно Оби поддерживает молодёжь до 30 лет, демонстрируя свою поддержку через социальные сети, протесты и уличные марши. Активистка Айша Йесуфу, известная как соучредитель движения #ВернитеНашихДевочек и сторонница кампании «Покончим с SARS» (SARS — Специальные Патрули Против Грабежей), поддержала Оби, впервые в своей жизни выступив в поддержку кандидата в президенты.

### Политические позиции

#### Национальная безопасность
Как кандидат, Оби публично потребовал, чтобы федеральное правительство назвало лиц, ответственных за финансирование терроризма и кражу нефти в Нигерии. В 2020 году Оби выразил поддержку общественному движению «Покончим с SARS».

#### Женские проблемы
Оби заявил, что, по его мнению, женщины менее склонны к коррупции на государственных должностях, чем мужчины, пообещав, что при нём губернаторский корпус будет состоять преимущественно из женщин. Также Оби сказал, что хочет покончить с канцелярией первой леди Нигерии, заявив: «За него проголосовала не моя жена, а он сам. Министерства по делам женщин было достаточно, чтобы заботиться о женщинах». В ознаменование Международного дня африканских женщин Оби заявил: «В Нигерии мы выступаем за постоянное более широкое участие женщин в руководстве, государственном строительстве и обществе, которое начинается с неограниченной социальной интеграции, учёта гендерной проблематики и расширения прав и возможностей».

## Досье Пандоры
В результате утечки Pandora Papers издание Premium Times сообщило об участии Оби в офшорных компаниях в налоговых гаванях, таких как Британские Виргинские острова и Барбадос. Похоже, что Оби создал подставные компании в 1990-х годах, когда ещё не занимал политические должности.

## Личная жизнь
Питер Оби женился на Маргарет Браунсон Оби (урожденная Усен) в 1992 году. У них двое детей — мальчик и девочка по имени Оселока и Габриэлла соответственно. Оби — католик и принадлежит к народу игбо.